# Diospyros kostermansii
Diospyros kostermansii là một loài thực vật có hoa trong họ Thị. Loài này được V.Singh mô tả khoa học đầu tiên năm 2002.